# Dialeurodes polymorpha
Dialeurodes polymorpha là một loài côn trùng cánh nửa trong họ Aleyrodidae, phân họ Aleyrodinae.
Dialeurodes polymorpha được Bink-Moenen miêu tả khoa học đầu tiên năm 1983.